# Sihlfeld

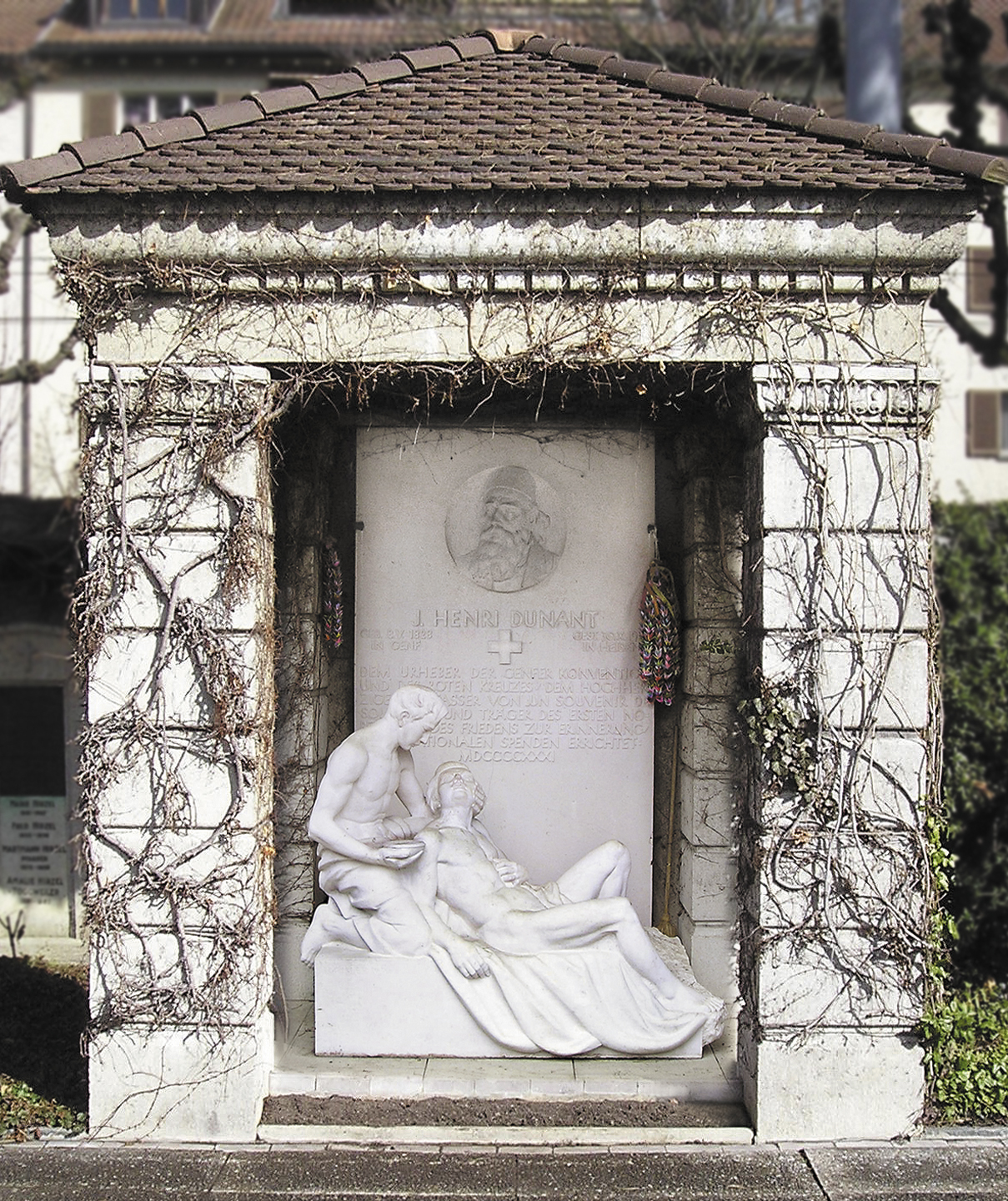
Grab Henry Dunants auf dem Friedhof Sihlfeld

Sihlfeld (früher oberes Sihlfeld) ist ein Quartier im Kreis 3 (Wiedikon) der Stadt Zürich in der Schweiz. Das Quartier geht nicht auf eine ehemalige Gemeinde zurück, sondern auf eine Dreiteilung Wiedikons durch das Statistische Amt.
Das Quartier besteht mehrheitlich aus rechtwinklig angelegten Blockrandbebauungen, die Ende des 19. sowie   Anfang des 20. Jahrhunderts entstanden. Als praktisch reines Wohnquartier angelegt, existiert kein historischer Dorfkern. Eine Zentrumsfunktion übernimmt die Birmensdorferstrasse zwischen Schmiede Wiedikon und Goldbrunnenplatz, die gemäss Einteilung des Statistischen Amts die gemeinsame Grenze zum Wiediker Quartier Alt-Wiedikon bildet.

## Bevölkerungsentwicklung des Quartiers
Quelle: Statistik & Daten: Sihlfeld

## Geographie
Innerhalb des Quartiers bestehen keine topographisch auffälligen Erhebungen. Markant ist der Friedhof Sihlfeld, der die grösste Grünanlage Zürichs innerhalb von dicht bebautem Gebiet bildet. Höchster Punkt ist der Triemliplatz (453 m ü. M.).

### Quartiergrenze
Das linke Sihlufer bildet die östliche Quartiergrenze zur Enge, im Norden grenzt das Quartier ab der Sihlhölzlibrücke nach Westen entlang der Schimmelstrasse und dem Seebahneinschnitt an die Aussersihler Quartiere Werd und weiter ab dem Lochergut der Badenerstrasse entlang bis zum Letzigraben an die Hard. Die westliche Grenze folgt dem Letzigraben, wo ein kurzes Grenzstück zum Quartier Altstetten besteht, der übrige Grenzverlauf vom Hubertus entlang der Gutstrasse und dem Triemlifussweg, einschliesslich des gesamten Triemliplatzes grenzt an das Quartier Albisrieden. Im Süden folgt die Grenze der Birmensdorferstrasse, die man sich mit dem Quartier Friesenberg respektive ab Heuried mit dem Quartier Alt-Wiedikon teilt. Das letzte Grenzstück ab der Schmiede folgt der Zurlindenstrasse zur Sihl und schliesst das Sihlhölzli mit ein.

### Geologisches Sihlfeld
Der Name des Quartiers leitet sich vom geologischen Untergrund her, einem breiten, grundwasserführenden Schotterfeld, das von der Sihl und unzähligen Bächen angeschwemmt wurde, die Gestein vom Uetliberg abtragen. Das Quartier ist nicht deckungsgleich mit dem geologischen Sihlfeld, das sich nach Norden bis zur Limmat erstreckt («unteres Sihlfeld») und mit dem ebenfalls grundwasserführenden Limmatschotter vermischt. Bis 1787 gehörte auch das untere Sihlfeld zur damaligen Gemeinde Wiedikon, mit der Abspaltung Aussersihls änderte dessen Zugehörigkeit. An den alten Flurnamen erinnert der einstige Schrägweg (diagonal zu den Blockrandbebauungen verlaufend), der in Sihlfeldstrasse umbenannt wurde. Die Strasse reicht vom Quartier Sihlfeld quer durch das Quartier Hard, das ebenfalls einen Flurnamen trägt, der geographisch von der Quartierbezeichnung abweicht.

## Sehenswürdigkeiten
- Krematorium Sihlfeld D[2]